# Gewehr 41
Gewehr 41 — самозарядная винтовка G-41 (W) производства Германии. Использовалась во время Второй мировой войны. В винтовке применялись стандартные немецкие винтовочные патроны 7,92×57 мм.

## История
В 1940 году управлением вооружений сухопутных сил Германии были выдвинуты требования на новую самозарядную винтовку для вермахта. Начало разработки самозарядной винтовки для вермахта часто объясняется большим количеством самозарядных винтовок, имеющихся на вооружении Красной армии: (АВС-36, СВТ-38, СВТ-40, АВТ-40). Во время первого этапа операции «Барбаросса» в 1941 году немцами в больших количествах была захвачена самозарядная винтовка Токарева вместе с множеством боеприпасов к ней. Будучи хоть и трофейным оружием, она стала первой действительно самозарядной винтовкой, появившейся на вооружении немецких войск. Немецкая промышленность изучала это оружие и разрабатывала ряд собственных самозарядных винтовок, введя в них систему отвода пороховых газов, использованную в винтовке Токарева. Автоматика винтовки работает за счет отвода части пороховых газов через боковое отверстие в канале ствола. В конце 1941 года в части вермахта для проведения войсковых испытаний начали поступать самозарядные винтовки двух типов: разработанная компанией Walther G-41(W) и разработанная компанией Mauser G-41(M). 
B ходе этих испытаний в обеих системах были обнаружены существенные недостатки. В отчёте об опыте применения самозарядной винтовки системы Вальтера отмечалось: «На деле винтовка не оправдала себя... При каждом 3-м и 4-м выстреле возникают задержки: например, в результате невыбрасывания гильз, незамыкания затвора и в результате лёгкого загрязнения скользящих частей. Чистка должна производиться очень тщательно, так как в результате порохового нагара скользящие части слипаются, что затрудняет разборку винтовки. Винтовка слишком тяжела, вследствие чего при стрельбе легко смещается и теряет направление в цель. Винтовка затрудняет марш, обременяя солдата своим большим весом. Стрелок после применения винтовки в нескольких боях сдал её, потребовав карабин 98к, так как самозарядная винтовка принесла ему больше затруднений, чем пользы».
Аналогичный отзыв последовал и о самозарядной винтовке системы Маузера: «Винтовка очень тяжела. Скользящие части должны быть всегда густо смазаны. Особого внимания требует дульный пламегаситель, т.к. он примерно после 30 выстрелов легко пригорает... Очень чувствительна к запылению, при котором часто возникают задержки, вследствие чего под сомнение становится весь подающий механизм. Так, при 70 выстрелах возникли 9 задержек, при 40 выстрелах - 7». Многие из отмеченных недостатков так и не были устранены.
По итогам испытаний на вооружение в 1942-1943 годах под обозначением G-41(W) была принята винтовка системы Вальтера. Винтовка выпускалась в небольшом количестве, так как имела довольно много недостатков, в том числе таких, как низкая надёжность, чувствительность к загрязнению (в том числе — из-за оригинального затвора, скользящего по направляющим на наружной поверхности ствольной коробки, весьма подверженным загрязнению), большой вес. Винтовка выпускалась компанией Walther на заводе в городе Целла-Мелис и компанией Berlin-Lübecker Maschinenfabrik на заводе в городе Любек. В 1943 году в части вермахта начали поступать более усовершенствованные винтовки G-43(W).
G43(W) отличается от G41(W) следующим:

1. Уменьшен вес на 0,6 кг и укорочена общая длина винтовки на 23 мм.

2. Устранён надульник, а вместо него в средней части ствола поставлена газовая камора без регулятора.

3. Введён отъёмный магазин вместо неотъёмного.

4. Рукоятка заряжания перенесена в левую сторону.

5. Перенесён прилив для установки кронштейна оптического прицела на правую сторону затворной рамы (так как G41 имел прилив под установку прицела zf41 в районе прицельной планке над патронником, но не на всех винтовках, а только на тех которые признавались годные по кучности боя).

## Конструкция
Винтовка работает на принципе отвода пороховых газов. Запирание затвора производится двумя боевыми упорами, расположенными симметрично в затворе. Ударный и спусковой механизмы такие же, как в чехословацкой винтовке ZH-29. Магазин неотъёмный, пополняемый при помощи обойм. Прицел секторный на 1200 м. Винтовка имеет штык клинкового типа, который примыкается так же, как в винтовке Маузер 98.